# 2025 지구전쟁: 얼리전스 오브 파워
《2025 지구전쟁: 얼리전스 오브 파워》(Allegiance of Powers)는 미국에서 제작된 마이클 크럼 감독의 2017년 SF, 액션 영화이다. 저스틴 암스트롱 등이 주연으로 출연하였고 제이슨 맥크로버츠 등이 제작에 참여하였다.

## 출연

### 주연
- 저스틴 암스트롱
- 딜런 알포드
- 제럴드 크럼
- 조슈아 윈치

## 기타
- 미술: 제이슨 맥크로버츠
- 세트: 제럴드 크럼
- 시각효과: 제럴드 크럼
- 의상: 제럴드 크럼
- 의상: 제이슨 맥크로버츠
- 의상: 맨디 옥스
- 배역: 니키 라우셔